# Филарет (Вознесенский)
Митрополи́т Филаре́т (в миру Гео́ргий Никола́евич Вознесе́нский; 22 марта (4 апреля) 1903, Курск — 8 (21) ноября 1985, Нью-Йорк) — епископ Русской православной церкви заграницей (РПЦЗ); с 27 мая 1964 года третий первоиерарх Русской православной церкви заграницей, митрополит Нью-Йоркский и Восточноамериканский.
В 1930 году рукоположён в сан диакона, а в 1931 году — в сан священника. Служил в Харбине (1931—1947), Трёхречье (1947—1949), затем снова в Харбине (1949—1962). В 1945—1962 годы являлся клириком Московского Патриархата. В 1962 году уехал из Китая в Австралию, перейдя в РПЦЗ. 26 мая 1963 года был рукоположён в сан епископа Брисбенского, викария Австралийско-Новозеландской епархии. 27 мая 1964 года, будучи младшим епископом по хиротонии, избран Первоиерархом РПЦЗ. Годы, когда митрополит Филарет возглавлял Русскую православную церковь заграницей, стали периодом принятия важных решений, среди которых анафематствование Ленина и гонителей православия (1970), Канонизация царской семьи и новомучеников (1981), осуждение экуменизма (1983). При этом Русская Зарубежная Церковь заметно дистанцировалась от мирового православия, сблизилась со старостильными структурами, поставила архиерея для русских «катакомб».

## Биография

### Ранние годы
Родился 22 марта 1903 года в Курске в семье коллежского асессора Николая Фёдоровича и Лидии Васильевны Вознесенских. Семья Вознесенских в 1905 году переехала в Харьков, где отец был рукоположён в сан священника, а в 1909 году — в Благовещенск, куда священник Николай был переведён на должность кафедрального протоиерея. В августе 1920 года, по окончании восьмиклассной гимназии, бежал с семьёй из уже контролируемого советской властью Благовещенска в Харбин, где его отец с 1 июня того же года служил вторым священником Харбинского Николаевского собора. Мать скончалась в 1921 году. В 1923 году определен настоятелем харбинской церкви в честь иконы Пресвятой Богородицы «Иверская». По воспоминаниям хорошо его знавшего архиепископа Нафанаила, а в то время мирянина Василия Львова, «от семьи отца Николая веяло просветлённым, чисто православным, глубоко церковным духом. <…> Какими многогранными интересами жили все в этой семье! На какие разнообразные и глубокие темы велись там разговоры за чайным столом в уютном настоятельском доме при Иверской церкви!»
По воспоминаниям архиепископа Нафанаила, «любил математику за её чистую и бесстрастную ясность», поэтому на неимением в Харбине духовной школы, поступил в Харбинский политехнический институт и закончил его со званием инженера-электромеханика в 1927 году. По воспоминаниям архиепископа Нафанаила, «но жажда богословских знаний оставалась неудовлетворенной. Отец Николай стал хлопотать для своего сына о возможности богословского обучения вне Харбина. Молодой инженер Г. Н. Вознесенский был принят в Американский Теологический Институт в Висконсин. Прием был обусловлен некоторыми ограничениями и в конце концов Георгию Николаевичу пришлось от этого плана отказаться. <…> После этой неудачи отец Николай стал хлопотать о создании Духовной школы в Харбине. Как раз в связи с возможностью, предоставленной американцами, открылось, что в Харбине кроме Г. Вознесенского есть и ещё молодые люди, желающие готовиться к духовному поприщу. В конце концов отцу Николаю Вознесенскому удалось создать Пастырско-Богословские Курсы, которые Архиерейским Синодом были сразу признаны, как полноправное духовное Высшее учебное заведение, но Маньчжурское правительство признало их таковыми только несколько лет спустя».

### Служение в Маньчжурии
В 1929 году Василий Львов был пострижен в монашество епископом Нестором (Анисимовым) с именем Нафанаил, после чего Георгий «стал приезжать в Дом Милосердия и через некоторое время решился принять монашество». 18 мая 1930 года епископ Нестор рукополагает его в сан диакона целибатом, а 4 января 1931 года епископ Нестор (Анисимов) совершил освящение нового придела храма Дома Милосердия и рукоположил Георгия в сан иерея. Отец Георгий причислялся к храму и должен был совершать ранние Литургии в новом приделе. 12 декабря 1931 года епископом Нестором (Анисимовым) пострижен в монашество с именем Филарет в честь святого Филарета Милостивого с оставлением при храме Дома Милосердия. По словам Нафанаила (Львова), «этим актом было положено начало монашеской общине при Доме Милосердия». В то же время положение епископа Камчатского Нестора (Анисимова), и, как следствие, подчинявшегося ему иеромонаха Филарета в Харбинской епархии какое-то время оставалось канонически неопределённым. Правящий архиерей, архиепископ Мелетий (Заборовский), в письме митрополиту Антонию (Храповицкому) писал: «Прошу Вас дать один разъяснительный ответ. Пр[еосвященный] Нестор по поручению Митр[ополита] Мефодия, а отчасти и по своему изволению делал поставления в сан иерея и в сан диакона. Как относиться к рукоположённым им. И имеет ли он право, находясь в чужой епархии, рукополагать для нужд своей Камчатской епархии, к каковой он причисляет церковь его приюта — Дом Милосердия, находящегося в Харбине. Приют этот он именует „Камчатским подворьем“, разрешение на устройство таких подворий, думается, должно быть даваемо Высшей церковной властью. Как смотреть на всё это?». Рукоположения, совершённые епископом Нестором в Харбине, а также статус Камчатского подворья были признаны Архиерейским Синодом РПЦЗ.
Нафанаил (Львов) о монашеской жизни в Доме Милосердия писал так: «Оба молодых монаха ежедневно по очереди совершали богослужения в церкви, вычитывали богослужебные молитвенные правила, читали святых отцов. Однако, о специально монашеских богослужениях, как полунощница и повечерие, они не имели надлежащего представления. Но в 1930 году из Приморья бежали два насельника Свято-Троицкого, т. н. Шмаковского монастыря. <…> Так как основатели монастыря были постриженниками Валаама, то и в основанном ими монастыре был введён Валаамский устав». В 1931 году окончил Пастырско-богословские курсы при Институте святого князя Владимира, где позже преподавал пастырское богословие, гомилетику и Новый Завет. Служил в храме в честь иконы Божией Матери «Всех скорбящих Радосте» при «Доме милосердия» Камчатского подворья в Харбине. В 1933 году возведён в сан игумена, а в 1937 году — во архимандрита. В 1944 году назначен настоятелем Иверского храма на Пристани, сменив на этой должности своего отца.

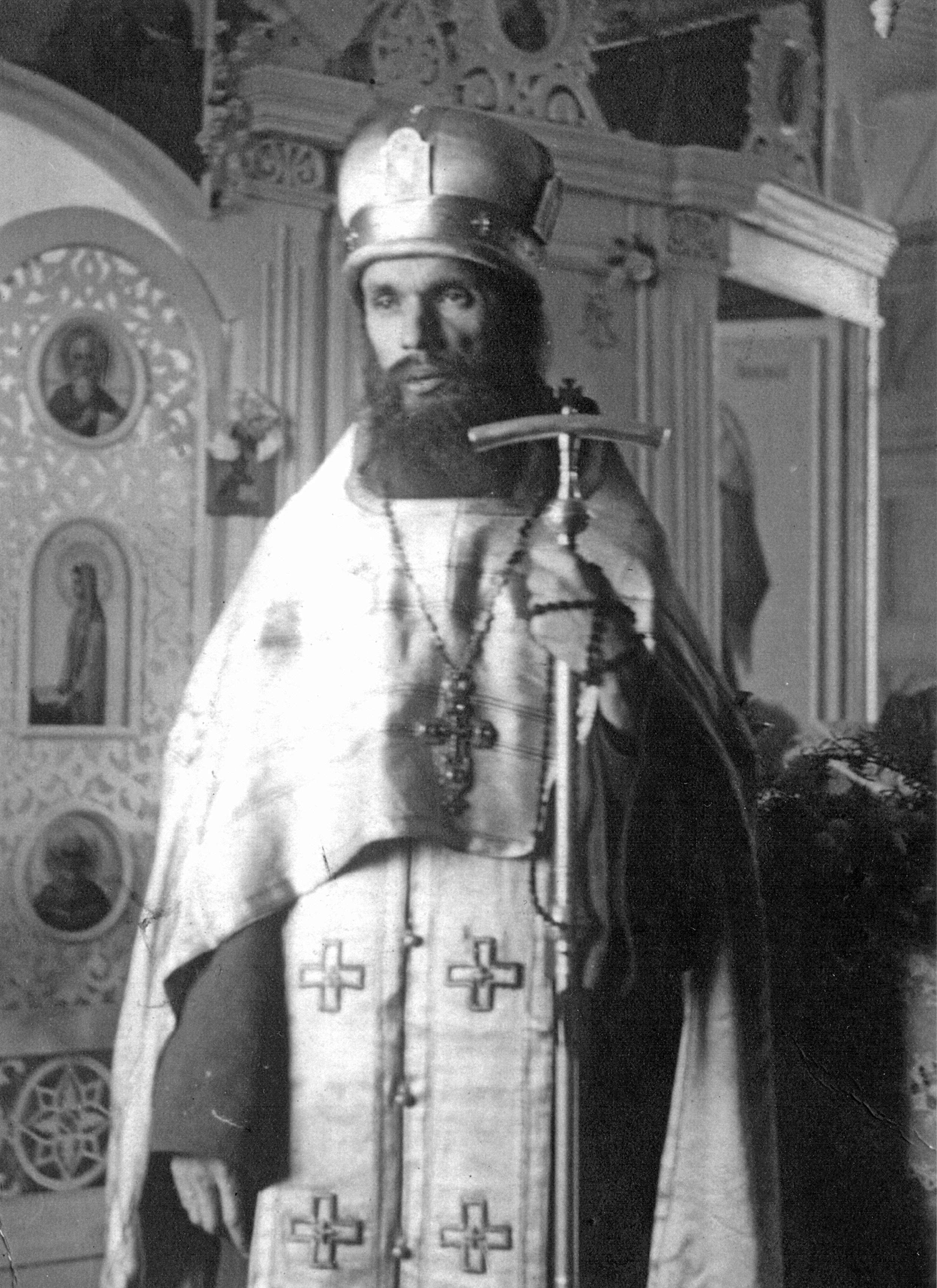
Архимандрит Филарет в Иверском храме на Канатной улице. 1953 год

Современники согласны в оценке митрополита Филарета как человека аскетических устремлений. Он мало спал, строго постился, старался подавать милостыню всем просящим, любил богослужение, знал наизусть Евангелие. Постническая жизнь не сделала отца Филарета замкнутым — он общался с молодёжью, которая ходила за ним чуть ли не толпами, был хорошим собеседником, мог пошутить, отличался хорошим и добрым чувством юмора, имел в запасе массу умилительных историй из жизни и быта духовенства. Кроме того, будущий первоиерарх писал музыку. По воспоминаниям Нафанаила (Львова), «В середине тридцатых годов советское правительство продало Японии Китайскую Восточную железную дорогу. Десятки тысяч русских людей, служивших на железной дороге, были уволены со службы и должны были выбирать: уезжать в СССР или оставаться без работы в Маньчжурии. Среди оставшихся было много молодежи, воспитанной в советских школах. <…> Отец Филарет всегда очень любил рыбную ловлю. Рыбная ловля в Маньчжурии очень богата. В дни, свободные от богослужений и иных обязанностей, о. Филарет и другие молодые монахи, при поездках на рыбалку, приглашали бывших советских юношей, и часто за вечерним костром у живописных берегов реки Сунгари или у заречных небольших озерков, после задушевных разговоров раскрывались у молодых людей их духовные очи на основные предметы веры».
После занятия советскими войсками Маньчжурии престарелый митрополит Харбинский Мелетий (Заборовский) признал над собою и своим клиром власть Русской православной церкви, в связи с чем архимандрит Филарет перешёл в клир Московского патриархата, однако он решительно отказался принять советский паспорт и поминать за богослужением атеистическую власть, призывая к тому же своих прихожан и со свойственной ему прямотой высказывая своё критическое отношение к советской власти. Митрополит Филарет рассказывал, что к нему пришёл сотрудник харбинской газеты, желавший услышать, слова благодарности за предоставление эмигрантам советского гражданства, «но я ответил ему, что от взятия паспорта категорически отказываюсь, так как не знаю ни о каких „идейных“ переменах в Советском Союзе и, в частности, не знаю, как протекает там церковная жизнь, зато много знаю о разрушении храмов и преследовании духовенства и верующих мирян». Коммунистическую Маньчжурию он впоследствии именовал «красной клеткой».
На епископских совещаниях в 1946 году Архимандрита Филарета троекратно увещевали прекратить произносить проповеди. В 1947 году был смещён с должности настоятеля Иверской церкви на Пристани и направлен служить в Богородице-Владимирский монастырь в Солнечной Пади в Трёхречье. В 1949 году епископ Никандр (Викторов), сменивший Нестора (Анисимова), вернул его в Харбин, но назначил настоятелем Иверской церкви в Госпитальном городке, перенесённую вскоре в отдалённый район города, на Канатную улицу. Таким образом епископ Никандр «прятал» в отдалённом приходе архимандрита Филарета, который продолжал в проповедях высказываться против репатриации в СССР. Епископу Никандру не раз приходилось объясняться с властями, выручая подчинённого из сложных ситуаций.
В 1956 году переведён настоятелем Скорбященского храма при Доме Милосердия, а Иверский храм на Канатной улице был закрыт из-за отъезда прихожан. Служил настоятелем Скорбященского храма при Доме Милосердия до 1962 года, когда отбыл из Харбина. После этого богослужения в нём прекратились, а в 1964 году он был закрыт.

### Отъезд из Китая и служение в Австралии

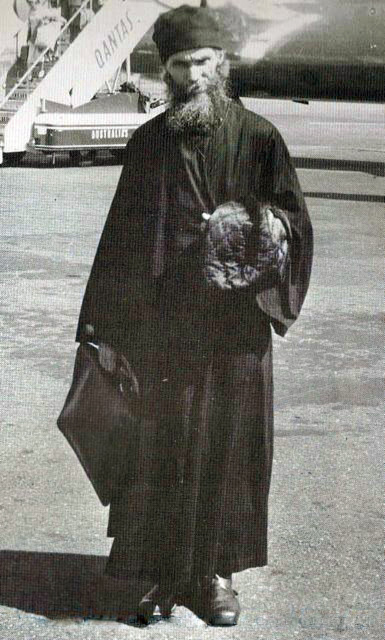
Приезд Архимандрита Филарета из Китая в Австралию.

К тому времени русское население массово уезжало из Китая, поселяясь на тихоокеанском побережье США и Австралии. Архиерейский Синод РПЦЗ, зная о его непримиримой позиции по отношению к коммунизму и советской власти, с 1953 года пытался вызволить архимандрита Филарета из Китая. Процедура выдачи ему визы для выезда из страны была намеренно замедлена. Только к 1962 году Синоду удалось добиться приезда архимандрита Филарета в Гонконг. Несмотря на свои антикоммунистические взгляды и репутацию исповедника, архимандриту Филарету пришлось раскаяться в том, что он с 1945 года состоял в ведении Московской Патриархии, а также подписать «покаянное заявление» по форме, установленной Архиерейским собором РПЦЗ. Данное заявление было одобрено 29 марта 1962 года на заседании Синода РПЦЗ.
3 апреля того же года прибыл в Сидней. Большая толпа прихожан-эмигрантов из Харбина, включая ряд священнослужителей, встретила архимандрита Филарета в аэропорту Сиднея и проводила его к архиепископу Савве (Раевскому) в его резиденцию в Кройдоне. Приезд архимандрита Филарета провозглашался как торжество добра над злом. Архиепископ Савва не скрывал, что видит Филарета епископом.
22 октября того же года на архиерейском соборе РПЦЗ, куда прибыл архиепископ Савва, предлагалось назначить архимандрита Филарета на Бразильскую епархию, однако архиепископ Савва стал настойчиво добиваться, чтобы архимандрит Филарет был оставлен в Австралии и назначен викарием Австралийской епархии с титулом епископа Брисбенского. Архиепископ Савва напомнил епископам о своём слабом здоровье и считал архимандрита Филарета своим возможным преемником, тем более что многие прихожане в Австралии знали и уважали архимандрита Филарета, помня его служение в Харбине. Собор согласился на просьбу Саввы и было решено хиротонисать архимандрита Филарета в викарного епископа для Австралии.
24 мая 1963 года в архиерейской резиденции в Кройдоне состоялось наречение архимандрита Филарета в сан епископа, которое совершили: архиепископ Савва (Раевский), епископ Антоний (Медведев) и епископ Назианзский Дионисий (Псиахас), иерарх Константинпольского патриархата. 26 мая 1963 года архимандрит Филарет был хиротонисан в сан епископа. Хиротонию совершили архиепископ Савва (Раевский) и епископ Антоний (Медведев). Так как Константинопольский патриархат состоял в общении с Московским патриархатом, находившимся под контролем советской власти, то из-за позиции служителей прихода Петра и Павла, где состоялась хиротония епископа Дионисия (Псиахаса) пригласили только присутствовать, но не сослужить. Впоследствии архиепископ Савва написал епископу Дионисию письмо, в котором поблагодарил его за участие.
Поскольку здоровье архиепископа Саввы становилось всё менее и менее стабильным, викарные епископы, Антоний и Филарет, брали на себя большую роль в управлении епархией в целом, и епископа Антония часто призывали управлять епархией. Во время подготовки к Архиерейскому собору 1964 года архиепископ Савва перенёс опасный приступ гипертонии и был немедленно госпитализирован. В тот же день был издан указ о назначении епископа Филарета — управляющим Австралийской епархией на время болезни архиепископа.

### Избрание первоиерархом
В начале 1960-х годов в РПЦЗ разгорелось противостояние между сторонниками архиепископа Иоанна (Максимовича) и сторонниками архиепископа Никона (Рклицкого), которые рассматривались как наиболее вероятные кандидаты в первоиерархи. Конфликт подогревался разным видением миссии РПЦЗ: если сторонники святителя Иоанна видели РПЦЗ открытой для всех и были готовы в некоторых случаях поступиться обрядом и календарём, то представители противоположной партии были склонны видеть в РПЦЗ структуру, главной задачей которой являлось хранение русских традиций. Различались и взгляды на церковное управление, святитель Иоанн и его сторонники видели в соборности живую, действующую основу церковного существования, то сторонники архиепископа Никона фактически выступили защитниками дореволюционной синодальной системы, что в условиях эмиграции означало диктат синодальной канцелярии. 7 февраля 1964 года митрополит Анастасий объявил о своём желании уйти на покой ввиду преклонного возраста и состояния здоровья. Подлинной целью такого ухода было стремлением проконтролировать избрание своего преемника, с помощью своего авторитета не допустить потрясений, конфликтов и возможного разделения.
27 мая 1964 года на архиерейском соборе 90-летний митрополит Анастасий (Грибановский) уходит на покой. Голоса, поданные за архиепископа Иоанна и за архиепископа Никона, разделились почти поровну. Ни одна из партий уступать не желала. Чтобы выйти из сложной ситуации, первоиерарх посоветовал архиереям избрать «нейтрального» архиерея, не относящегося ни к одной из церковных партий и желательно молодого. Наиболее подходящей кандидатурой стал самый младший по хиротонии архиерей — епископ Брисбенский Филарет, кандидатуру которого предложил архиепископ Иоанн. Во избежание раскола он заявил, что снимет свою кандидатуру, если за епископа Филарета проголосует большинство. Так же поступили архиепископы Никон (Рклицкий) и Аверкий (Таушев). По окончании голосования митрополиту Анастасию было предложено либо утвердить избрание епископа Филарета, либо остаться на посту. Митрополит отклонил второе предложение и согласился с решением Собора об избрании нового первоиерарха.
31 мая 1964 года в Знаменском соборном храме состоялось его настолование. После Литургии с участием всех иерархов на митрополита Филарета был возложен белый клобук, а архиепископ Сан-Францисский Иоанн (Максимович), как старейший иерарх, вручил ему жезл, а на митрополита Анастасия была возложена вторая панагия.

### Первоиерарх РПЦЗ
Недостаточная опытность нового первоиерарха, совсем недавно ставшего архиереем, его неискушённость в синодальных делах, незнакомство с реалиями европейской и американской жизни должно было привести к появлению возле него людей более опытных. «Серым кардиналом» при митрополите Филарете становится протопресвитер Георгий Граббе, ставший со временем и духовником митрополита. Хотя протопресвитер Георгий Граббе влиял на церковные дела и при жизни митрополита Анастасия, теперь зависимость РПЦЗ от него стала всеобъемлющей. Даже тепло относившиеся к митрополиту Филарету современники признавали, что административными делми он тяготился и старался переложить их на подчинённых. В последующие годы митрополит Филарет (Вознесенский) не принимал без совета Григорий Граббе, ставшего затем епископом Григорием, ни одного важного решения.
Знаковым решением РПЦЗ этого периода стало принятие в её клир в середине 1960-х годов Спасо-Преображенского монастыря в Бостоне во главе с архимандритом Пантелеимоном (Митропулосом), который отделился от Константинпольского Патриархата в 1965 году после встречи Патриарха Афинагора с римским папой Павлом VI и взаимного снятия анафем. По своим идеологическим воззрениям архимандрит Пантелеимон был весьма близок к протопресвитеру Георгию Граббе. Оба они стояли на позициях ревностной защиты политики самоизоляции РПЦЗ от вселенского православия, резкой критике Московского Патриархата и бичевании экуменического движения. Естественным следствием их мировоззренческого единомыслия стало слияние их и их сторонников в единую синодальную партию. При этом провоцировать внутренний конфликт митрополит Филарет опасался. По этой причине церковное руководство начинало лавировать между двумя партиями, допуская двусмысленные формулировки или отказываясь от публикаций постановлений, которые могли вызвать протест с той или иной стороны. По воспоминаниям архимандрита Пантелеимона (Митропулоса), митрополит Филарет так сказал про их монастырь: «у вас тут тишина и мир, у нас нет этого в Синоде в Нью Йорке. Вечно ссоры»
Смена церковного лидера сразу же показала, что следующий этап жизни РПЦЗ будет иным. Так, на том же Соборе была совершена канонизация праведного Иоанна Кронштадтского — деяние, допустимое только в Поместных Церквах. Такая канонизация, от которого воздерживался митрополит Анастасий, свидетельствовала о трансформации самосознания руководства РПЦЗ и фактически означала, что последняя берёт на себя полномочия Всероссийской Церкви. Собор отметил, что гонения на Церковь в России только усиливаются, и наступило крайнее время, для того чтобы обратиться к молитвенному предстательству праведника. Канонизации в РПЦЗ продолжились и в дальнейшем: в 1970 году Русской Зарубежной Церковью был канонизирован преподобный Герман Аляскинский, в 1978 году — блаженная Ксения Петербургская.
Новоизбранный первоиерарх РПЦЗ митрополит Филарет должен был реагировать на такие беспрецедентные в православном мире акты, как снятие Патриархом Константинопольским Афинагором анафемы патриарха Михаила Керуллария на Римскую Церковь. 15 сентября 1965 года во время работы II Ватиканского Собора посетил Рим, где в частности, имел встречу с католическим епископом Альфонсом Кемпфом, присутствовавшим на богослужении в русской церкви в Риме. 27 июля 1969 митрополит Филарет обратился со скорбным посланием к епископам всей Православной Церкви, в котором первоиерарх выражал свою озабоченность тем, что православные, участвующие в работе Всемирного Совета Церквей, перестали заявлять о миссионерском назначении своей работы. Говоря о проходившей в Упсале в 1968 году ассамблее ВСЦ, митрополит выразил сожаление, что никто не упомянул о миллионах христиан, мучимых в СССР. Копии скорбного послания митрополита Филарета патриарху Афинагору были посланы главам других поместных церквей. Никто из них не ответил на это письмо, однако по инициативе архиепископа Афинского Хризостома послание получило широкое распространение в среде Элладской Церкви.
После того, как «флоринитский» синод церкви ИПХ Греции обратился к новому Первоиерарху РПЦЗ митрополиту Филарету (Вознесенскому) с просьбой о признании архиерейских хиротоний, совершённых в 1962 году с участием архиепископа Леонтия (Филиповича), в скором времени на имя архиепископа Авксентия (Пастраса) пришёл ответ Архиерейского Синода РПЦЗ от 30 мая/12 июня 1969 года, в котором сообщалось о признании каноничности «флоринитской» иерархии и констатировался факт установления церковного общения между обеими юрисдикциями. Данное положение вновь было подтверждено Архиерейским Синодом РПЦЗ в письме от 18/31 декабря 1969 года. В то же время начавшаяся подготовка к предоставлению Северо-Американской митрополии статуса автокефальной церкви со стороны Московского Патриархата вызвал резкое неприятие в РПЦЗ, что ещё сильнее усилило её изоляцию от остальных поместных православных церквей. Часть приходов Северо-Американской митрополии, которые не хотели иметь никакой связи с СССР и его институтами, перешли в РПЦЗ. 14 сентября 1971 года Архиерейский Собор РПЦЗ принял резолюцию, из которой следовало, что РПЦЗ находится в общении с «Катакомбной церковью», а не с Московским Патриархатом. 28 сентября 1971 года тот же собор постановил принимать всех инославных только через крещение. С 1970-х годов «на страницах изданий Зарубежной Церкви больше не появлялось сведений о сослужении с представителями каких-либо Церквей».
8—19 сентября 1974 года в Свято-Троицком монастыре в Джорданвилле прошёл Третий Всезарубежный собор РПЦЗ, на котором присутствовало 15 архиереев и 72 делегата от клириков и мирян. Перед собором стояли прежде всего внутрицерковные, пастырские вопросы: обсуждались проблемы соблюдения «русского церковного быта» в сложных заграничных условиях, проблемы внутренней жизни отдельных приходов и епархий, особенно много времени уделялось приходским школам. Отмечался факт острого недостатка священнослужителей, причины чего виделись в общем для всех христианских вероисповеданий «омирщении духа», постепенной ассимиляции русской эмиграции с окружающей средой и материальной необеспеченности духовенства. По окончании всезарубежного собора, с 23 сентября по 2 октября в здании архиерейского синода прошёл архиерейский собор.
Важнейшим церковно-политическим деянием РПЦЗ того периода стала совершённая 19 октября (1 ноября) 1981 года канонизация Новомучеников и Исповедников Российских и семьи последнего российского императора Николая II, которые именовались Царственными Мучениками. Примерно с того времени со стороны Зарубежной Церкви стали звучать требования в адрес московской церковной власти канонизировать Николая II и новомучеников Российских.
Большой резонанс имела анафема на экуменизм, появившаяся в РПЦЗ в 1983 году. Данная анафема была направлена против «теории ветвей» и учения о равноспасительности всех христианских конфессий. Определения термина «экуменизм» в тексте анафемы не давалось. Считается, что данное определение было официально принято Архиерейским собором РПЦЗ, однако целый ряд свидетелей утверждают, что этот анафематизм не был принят на данном соборе. В 1992 году епископ Манхэттенский Иларион (Капрал) свидетельствовал: «Текст анафемы был составлен в Свято-Преображенском монастыре и представлен еп. Григорию [Граббе] с предложением включить его в Чин Православия. Текст анафемы был… доставлен на Архиерейский Собор для обсуждения… не все были удовлетворены словами текста, составленного Свято-Преображенским монастырём. Некоторые епископы поняли, что текст анафемы не будет официально принят до тех пор, пока их возражения не будут рассмотрены. Епископ Григорий, бывший тогда секретарём Синода, решил, что текст анафемы был принят и опубликовал его в нашем церковном журнале».

### Болезнь, смерть и похороны
Состояние здоровья митрополита Филарета постепенно ухудшалось. В августе 1980 года во время посещения Леснинского монастыря митрополиту Филарету стало плохо, он был перевезён в Сан-Франциско, где его прооперировали. К работе он смог вернуться только в конце октября, но почти сразу же был вынужден вновь уехать в Сан-Франциско для продолжения лечения. Вернулся он лишь в феврале 1981 года. В августе 1985 года митрополит перенёс ещё одну операцию, после которой, как надеялись врачи, он должен был прожить, как минимум, пять лет. Этого не произошло, иерарху становилось только хуже. Митрополит Филарет старался чаще служить, но теперь богослужение отнимало у него всё больше сил. Преодолевая немощь, митрополит молился на литургии почти каждый день. В праздничные дни, если не было сил служить, митрополит Филарет надевал мантию и, сидя на стуле, произносил проповедь. В воскресенье 10 ноября 1985 года митрополит Филарет молился в синодальном соборе последний раз. Он сидел на своём обычном месте возле правого клироса, вставая только в самые важные моменты службы. Для причастия митрополит зашёл в алтарь, затем произнёс последнюю в своей жизни проповедь. На следующий день, в четыре часа утра митрополит почувствовал себя плохо и пригласил к себе епископа Григория (Граббе). Врач, вызванный к митрополиту, посоветовал сделать ему ещё одну операцию. Госпитализация архипастыря планировалась на 21 ноября. В этот день рано утром митрополит Филарет умер во сне. Обнаруживший тело келейник вызвал врача, который попытался вернуть иерарха к жизни. В это время архимандрит Геласий (Майборода) читал канон на исход души усопшего митрополита Филарета.
Первая панихида по митрополиту Филарету была отслужена темя архиереями — архиепископом Виталием (Устиновым), епископами Григорием (Граббе) и Иларионом (Капралом), тридцатью священниками в семь часов вечера при большом стечении народа. Затем панихиды служились постоянно вплоть до погребения митрополита, которое состоялось в воскресенье 27 ноября. Отпевание совершили 8 архиереев, 46 священников и 9 диаконов. В своем завещании митрополит Филарет не указал, где хотел бы он быть погребенным, поэтому было решено похоронить архипастыря на кладбище Свято-Троицкого монастыря в Джорданвилле — под алтарём Успенской церкви.
Место погребения рассматривалось как временное — планировалось, что со временем у алтаря Свято-Троицкого собора будет сооружена гробница, где и будет погребено тело митрополита. Перенесение останков в склеп за алтарем собора состоялось 13 лет спустя — 21 ноября 1998 года. При открытии гроба обнаружилось, что тело иерарха сохранилось нетленным как и облачение. Епископ Лавр (Шкурла), совершивший панихиду по митрополиту, в своей проповеди подчеркнул, что нетление мощей является одним из подтверждений святости человека, и выразил надежду, что со временем иерарх будет причислен к лику святых. Однако канонизация так и не состоялась. Историк Андрей Кострюков объясняет это тем, что «слишком непростыми были годы его правления, слишком неоднозначные решения приходилось тогда принимать».

## Оценки и почитание

### В советской прессе
Митрополит Филарет, как и РПЦЗ в целом, отрицательно оценивались в советской прессе. В издании «Аргументы. 1987» отмечалось: «Ярый враг Советской власти, Филарет оказался достойным преемником предшествовавших ему иерархов этой раскольничьей группировки, созданной наиболее реакционной частью русской церковной эмиграции после разгрома белогвардейщины»; «Он открыто заявлял о том, что ориентируется на антикоммунистические силы, и не упускал случая послать приветствие антикоммунистическим сборищам, проходившим в разных странах буржуазного мира».

### В РПЦЗ
В РПЦЗ наоборот, отношение к митрополиту Филарету было уважительным. Иеромонах Серафим (Роуз) так отозвался о митрополите Филарете: «Подобно св. Отцам древности, он выше всего ставит чистоту Православия и, верный духу Вселенских Соборов, остаётся посреди всеобщей религиозной растерянности одиноким защитником истины… <…> Лишь немногие из православного духовенства и мирян вполне осознали серьёзность предупреждения владыки Филарета. Его не понимают как „левые“, так и „правые“. „Слева“ его безосновательно обвиняют в экстремизме, приписывают ему совершенно чуждые фанатические взгляды. Его умеренная и трезвая православная позиция вызывает злобные нападки у тех, чья совесть <…> подточена сделками с обновленчеством. Для таких голос владыки Филарета — серьёзная угроза: он разрушает их планы и мечты о „Восьмом Вселенском Соборе“, когда обновленчество станет „канонической нормой“, а уния с Ватиканом и прочими западными ересями получит „официальный православный статус“. Но и „справа“ владыку Филарета многие не понимают и даже осуждают. Сплошь и рядом „ревность не по разуму“ требует простых и однозначных ответов на сложные, многогранные вопросы. Те, кто добивается от митрополита и Архиерейского Синода суждений о „безблагодатности Таинств“ Православных Церквей, перешедших на новый стиль или попавших под пяту коммунистической власти, не отдают себе отчёта в том, что подобные вопросы лежат вне пределов компетенции Синода, что церковным нестроениям нашего времени таким способом не поможешь — слишком они обширны и глубоки, что анафемы — кроме нескольких бесспорных случаев — только усугубляют болезнь».
Почитание митрополита Филарета возросло после того, как в 1998 году при перенесении его останков из кладбищенского Успенского храма в новую усыпальницу собора Святой Троицы Свято-Троицкого монастыря в Джорданвилле, было обнаружено их нетление. Многие тогда ожидали, что произойдёт его канонизация, однако тогдашний первоиерарх РПЦЗ Виталий (Устинов) назвал канонизацию митрополита Филарета несвоевременной, «поскольку ещё живы люди, его непосредственно знавшие».
По воспоминаниям многолетнего старосты Знаменского синодального собора РПЦЗ в Нью-Йорке князя Владимира Кирилловича Голицына: «Митрополит Филарет был строгим аскетом, но при этом интересовался молодёжными проблемами, сам работал с молодёжью, много помогал русской школе при Синоде. Владыка Филарет очень любил музыку и сам был талантливым церковным композитором».
14 декабря 2012 года, по благословению Первоиерарха РПЦЗ Митрополита Илариона (Капрала) была создана епархиальная комиссия Восточно-Американской епархии по канонизации, в задачу которой входит собирание информации и повышение осведомлённости о праведной жизни митрополита Филарета, а также брата Иосифа Муньоса-Кортеса. По словам митрополита Илариона (Капрала): «Все, кто его помнит, знают владыку Филарета как аскета, молитвенника, наставника молодёжи, которого люди очень любили за его проповеди и назидательные беседы. Это был особый человек, народ это чувствовал и до сих пор сохраняет о нём добрую память». В октябре 2024 года архиепископ Гавриил (Чемодаков) отметил, что на заседаниях Архиерейского синода РПЦЗ «мы обсуждаем возможность прославления нашего третьего Первоиерарха, блаженной памяти Митрополита Филарета (Вознесенского), а также отца Серафима (Роуза) и брата Иосифа-Муньоса-Кортеса».

### В Московском Патриархате
29 ноября 2006 года в Патриаршей резиденции в Свято-Даниловом монастыре состоялась передача архиерейских облачений покойного Первоиерарха Русской Зарубежной Церкви митрополита Филарета Патриарху Московскому и всея Руси Алексию II, которые после смерти митрополита Филарета в 1985 году 4 комплекта его облачений хранились у его келейника — протодиакона Никиты Чакирова, а после его смерти, у настоятеля храма Богоявления в г. Бостоне протоиерея Романа Лукьянова. Патриарх Алексий II сердечно поблагодарил протоиерея Романа за присланный дар и особо отметил, что отец Роман, несмотря на свой тяжёлый недуг, смог исполнить порученное ему послушание. Патриарх Алексий II отметил, что «Русская Православная Церковь в Отечестве знает об испытаниях и крестном пути, которыми прошла послереволюционная русская эмиграция, одним из выдающихся представителей которой был третий Первоиерарх Русской Зарубежной Церкви митрополит Филарет (Вознесенский)».
В 2012 году выдержки из книги «Глаголы жизни вечной» митрополита Филарета были опубликованы в Журнале Московской Патриархии. Примерно в это же время российский историк Андрей Кострюков «пытался заинтересовать церковно-историческое сообщество идеей конференции, посвящённой этому архипастырю. Энтузиазма предложение не вызвало. Даже представители Русской Зарубежной Церкви непонимающе пожимали плечами. Были и негативные отзывы о владыке как о „марионетке“ и „человеке Граббе“. Как бы то ни было, честный разговор о митрополите Филарете был бы необходим и, безусловно, интересен. <…> Деяния Русской Зарубежной Церкви при этом иерархе на самом деле повлияли на церковную жизнь в России и даже в мире намного больше, чем это может показаться на первый взгляд».

### В неканоническом православии

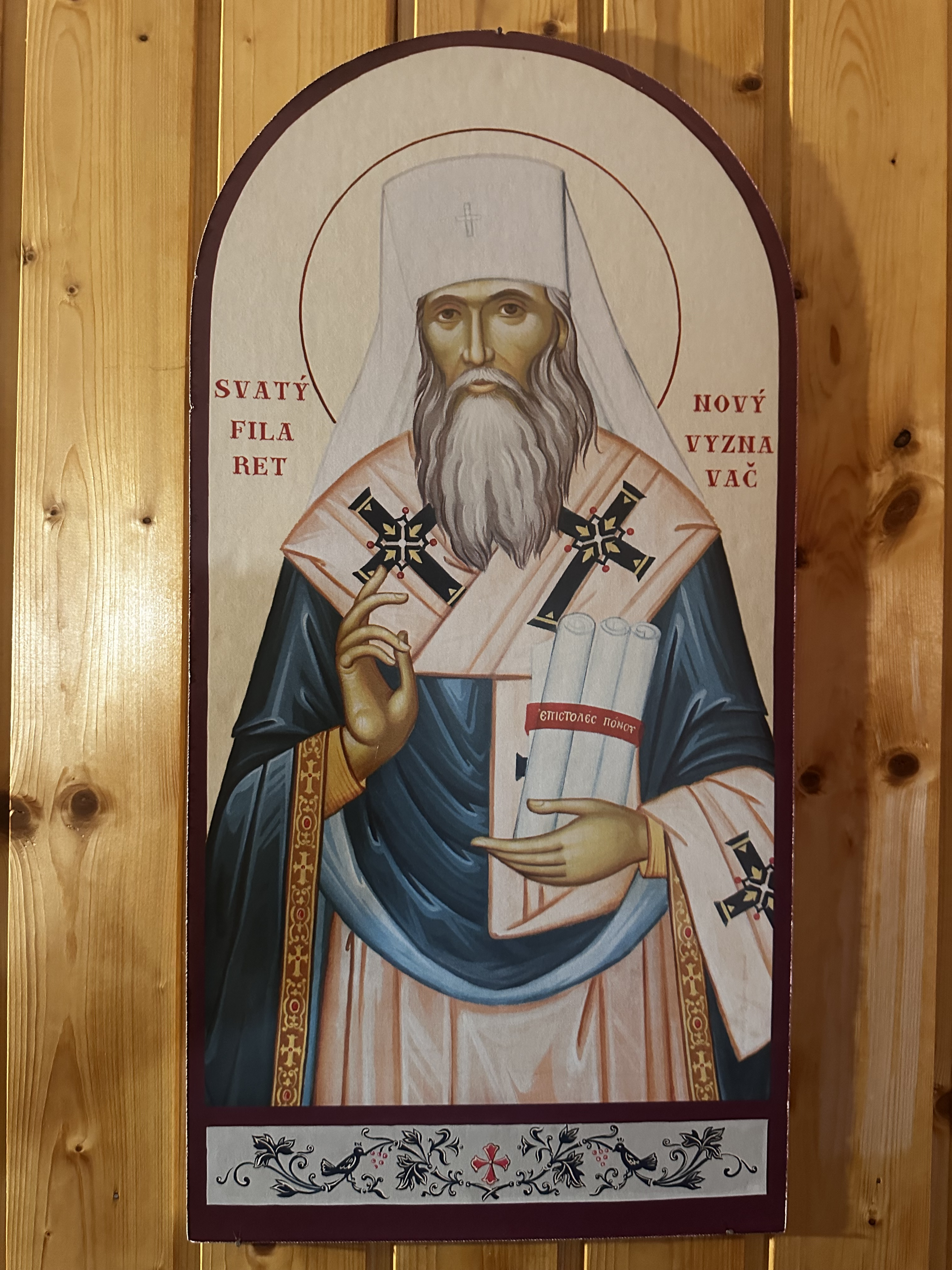
Икона митрополита Филарета (Вознесенского). Чехия

Почитается как святой в ряде малочисленных неканонических православных юрисдикций.
30 апреля 2001 года канонизирован неканонической Российской Православной Автономной Церковью; память 8 ноября по юлианскому календарю.
20 мая 2001 года канонизирован «Святой Православной Церковью Северной Америки». Торжества канонизации прошли в Свято-Воскресенском храме города Вустер, настоятелем которого является протопресвитер Виктор Мелехов. Данная «канонизация» имела для «Бостонского синода» особое апологетическое значение, поскольку демонстрирует позитивное отношение означенной группировки к РПЦЗ, подчёркивая то обстоятельство, что только с приходом митрополита Виталия (Устинова) Русская Зарубежная Церковь стала на путь отступления, повлёкшего за собой отделение Спасо-Преображенского монастыря.
8 апреля 2008 года канонизирован в РПЦЗ(В-В). Официальное прославление состоялось 23 августа 2009 года.
27 октября 2008 года канонизирован в Русской истинно-православной церкви.
21 ноября 2008 года канонизирован на «V Всезарубежном Соборе» РПЦЗ(А).
13 июля 2017 года был канонизирован РПЦЗ(М) с другими первоиерархами РПЦЗ, митр. Антонием, Анастасием и Виталием.

## Публикации
- Конспект по Закону Божию для 6 класса гимназий и реальных училищ (По книге «Христианская жизнь» прот. Н. Вознесенского). Харбин: Издание Обители Милосердия, 1936. — 98 с.
  - Конспект по Закону Божию : Для 6 кл. гимназий и реальн. училищ : (По кн. «Христианская жизнь» прот. Н. Вознесенского). — Repr. — [New York] : Rus. youth comm., 1971. — 98, [4] с.
- Конспект по нравственному богословию. — М.: Моск. Патриархия. Куйбышевское епархиальное упр., 1990. — 111 с.
  - Конспект по нравственному богословию: (По кн. «Христиан. Жизнь» прот. Н. Вознесенского). — Уфа: Уфим. епарх. упр.; Пушкино: Малое предприятие «Принтэкс», 1991. — 110 с. — ISBN 5-7273-0003-7
- Краткий учебник по курсу православно-христианского вероучения для 7-го класса Харбин, 1939;
- Ответ г-ну А. И. Солженицыну // Православная Русь. 1974. — № 19.
- Проповеди и поучения Высокопреосвященнейшего Митрополита Филарета Первоиерарха Русской Зарубежной Церкви. К 50-летию священнослужения. 1931—1981 г. Т. 1. — Нью-Йорк. — 1981. — 272 С.; Т. 2. — Нью-Йорк. — 1989. — 325 с.
- Нравственность христианина. — Москва: Российский писатель, 1991. — 74 с.
- Духовное завещание // Православная Русь. 1994. — № 23.
- Краткое догматическо-нравственное учение для христиан: [По кн. протоиерея Н. Вознесенского «Христианская жизнь» / Сост. игуменом Филаретом]. — М.: Моск. Богородице-Рождеств. жен. монастырь: Правило веры, 1996. — 149 с.
- Христианских катехизис. — Санкт-Петербург : Библиополис, 2006. — 125 с.
- Глаголы жизни вечной. — Москва : Издательство Сретенского монастыря, 2007. — 252 с. — (Духовное наследие русского зарубежья). — ISBN 978-5-7533-0095-9.
- Премудрость Промысла // Журнал Московской Патриархии. 2012. — № 7. — С. 40-41.
- Митрополит Филарет (Вознесенский). — СПб.: Свет Христов; Синопсис, 2017. — 380 с.
- Metropolitan Philaret of New York: Zealous Confessor for the Faith / Subdeacon Nektarios Harrison, M.A., Editor. — 2022. — 272 с. — ISBN 978-1-63941-018-7.